# 林邦史朗
林 邦史朗 （はやし くにしろう、1939年1月1日 - 2015年10月29日）は、日本の殺陣師、俳優。東京都墨田区両国出身。本名は小林 邦司（こばやし くにじ）。大河ドラマにおいて殺陣指導を行っていたことで知られた。
一部の作品では、「林邦史郎」、「林邦四朗」と表記されることもあった。

## 来歴・人物
東京都立向島工業高等学校卒業後に劇団ひまわりに入団。そのとき講師に来ていた殺陣師の大内竜生の影響を受け、劇団ひまわりを退団して大内の門下生となる。数年間門下生として殺陣の技能をマスターしていったが、そんな折、とあるディレクターに「斬られ役ばかりやっていると（そういう根性が染み付いて）役者として、見てもらえなくなる」というアドバイスを受け、大内剣友会を去り、フリーとなった。
フリーで仕事をしていくうちにNHKのプロデューサー・広江均から「今までの、歌舞伎のような舞踊めいた立ち廻りではなく、リアルな殺陣を林に付けてほしい」との依頼があり、その要望に応えるために1963年、日本初のスタントマングループ「若駒冒険グループ」を創設。
1965年、大河ドラマ『太閤記』から単独での殺陣師を50年間務め、林の名前が初めてクレジットされた。以降、NHKだけではなく、民放や映画に舞台でも殺陣を振り付けていき、弟子を大河ドラマなどでも殺陣師へと抜擢した。殺陣を教えた役者は100人以上に登り、80人以上の弟子がいるという。
また、幾つかのNHK作品では殺陣指導だけでなく、ゲスト出演している（下記参照）。特に『竜馬がゆく』『花神』『翔ぶが如く』と、幕末を題材にした司馬遼太郎原作の大河ドラマでは3度にわたり坂本竜馬を暗殺する刺客を演じた（『竜馬がゆく』では、竜馬役の北大路欣也からリクエストされて抜擢された）。また、『風と雲と虹と』『峠の群像』、民放のドラマでは1972年『太陽にほえろ!』の第1話にゲスト出演するなど(石原裕次郎との格闘シーンなど、多くにシーンに登場。)、殺陣擬斗指導をせず、出演という形のみで関わった作品も存在する。
1975年には、日本伝来の武道と殺陣を融合した「武劇」を創始した。沖縄海洋博を皮切りに、国外でも発表（アメリカやオランダなど）公演を展開していた。
また、『8時だョ!全員集合』（TBSテレビ）の立ち廻り関係は全て手掛け、『俺たちの勲章』『俺たちは天使だ!』（共に日本テレビ放送網）、『蒼き狼 成吉思汗の生涯』（テレビ朝日）などの民放ドラマの立ち廻りも手掛けたが、基本的にはNHKの仕事がメインとなっていた。
2015年10月29日に膵臓癌のために死去。76歳没。林は死去する前に2016年NHK大河ドラマ『真田丸』の収録に病を押して参加、自身が尊敬していた武将・武田信玄の亡霊役で出演しており(本来はもう1話分に同役での出演が予定されていたが病で出演出来ず)、これが遺作となった。その没後、弟子の中川泰幸が「邦史朗」の名を襲名、「中川邦史朗」と名を改めて、林が生前に担当していた大河ドラマの殺陣・武術指導を担当した。

## 殺陣師として
林が20代で殺陣師となった当時、武術の動きを殺陣に取り入れる場合はその武術の専門家が呼ばれていた。林は「殺陣師なら本当の武術を学ぼう」との思いから、全国各地の武術家に入門し、柳生新陰流などの剣術の各流派、柔術や琉球古武術、合気道、太極拳（武道本流の楊式太極拳＝内神道）や太極刀などの武術の修行を重ねた。
林はこれらの修行を通じて「強くなることより、自分に勝つことの大切さを学びました」と語る。
振り付けでは、専門家の時代考証をもとに武術の流派や役者の個性を生かした動きを考えるという。また「殺陣師は、剣術や武術に長けてる者が就ける仕事だと誤解をされているが、殺陣師で武術を修めている者は少ない。」と語り、自分の道場を持って弟子を育てている殺陣師は林を含め、2人しかいないとのことである。
また、林は全日本刀道連盟首席師範を務め、埼玉県朝霞市に自らの道場「武劇館道場」を設立、道場では独自の段位を定め、10年程度で一人前の殺陣師となれるように弟子達に指導を行っていた。

## 殺陣・武術指導作品

### 大河ドラマ
指導並びに自らも出演した作品
- 太閤記（1965年）
- 源義経（1966年、武蔵坊弁慶で吹替）
- 三姉妹（1967年）
- 竜馬がゆく（1968年、佐々木只三郎役で出演）
- 天と地と（1969年、諸角豊後守役で出演）
- 国盗り物語（1973年）
- 元禄太平記（1975年）
- 花神（1977年、井上聞多を襲撃する刺客役、坂本竜馬を暗殺する京都見廻組役の二役で出演）
- 黄金の日日 （1978年、第21話『善住坊処刑』風魔の四郎役で出演）
- 草燃える（1979年）
- 獅子の時代（1980年、真川仁左衛門役で出演）
- おんな太閤記（1981年）
- 徳川家康（1983年）
- 独眼竜政宗（1987年、松原多聞役で出演）
- 武田信玄（1988年）
- 春日局（1989年）
- 翔ぶが如く（1990年、坂本龍馬を暗殺する京都見廻組役）
- 太平記（1991年）
- 信長 KING OF ZIPANGU（1992年）
- 琉球の風（1993年、軍兵衛役で出演）
- 炎立つ（1993年-1994年）
- 花の乱（1994年、朝倉孝景役で出演）
- 八代将軍吉宗（1995年）
- 秀吉（1996年）
- 毛利元就（1997年、品川狼之介役で出演）
- 徳川慶喜（1998年）
- 元禄繚乱（1999年、奥村無我役で出演）
- 葵 徳川三代（2000年）
- 北条時宗（2001年）
- 利家とまつ〜加賀百万石物語〜（2002年）
- 武蔵 MUSASHI（2003年　小野忠明役で出演）
- 新選組!（2004年）
- 義経（2005年、源義経を襲う流れ者役で出演）
- 功名が辻（2006年、竹之内五左衛門役）
- 風林火山（2007年）
- 篤姫（2008年）
- 天地人（2009年、上泉秀綱役）
- 龍馬伝（2010年）
- 江〜姫たちの戦国〜（2011年）
- 平清盛（2012年）
- 八重の桜（2013年、薩摩兵役）
- 軍師官兵衛（2014年）
- 花燃ゆ（2015年、刺客役）

出演のみの作品
- 樅ノ木は残った（1970年、刺客役）
- 風と雲と虹と（1976年、藤太の郎党役）
- 峠の群像（1982年、田中貞四郎役）
- 真田丸（2016年、武田信玄役）

### その他のドラマ、映画
- 人形佐七捕物帳（1965年、NHK総合）第50話にゲスト出演
- 銀河ドラマ『あほんだれ一代』（1971年、NHK総合）出演、現存する映像にテロップ表記のみあり[7]
- 天下御免（1971-72年、NHK総合）擬闘指導
- おらんだ左近事件帖（1971-72年、フジテレビ）擬闘指導、他
- 太陽にほえろ! (1972年、日本テレビ) 第1話ゲスト出演
- 浮世絵　女ねずみ小僧（第二シリーズ）　（1972年、フジテレビ）殺陣、第19話で坊主姿の刺客役で出演
- 天下堂々（1973-74年、NHK総合）擬闘指導
- 修羅雪姫 （1973年　東京映画製作・東宝配給）擬闘指導
- 木曽街道いそぎ旅（1973年、フジテレビ）擬闘指導
- 修羅雪姫 　怨み恋歌（1974年　東京映画製作・東宝配給）擬闘指導
- 浮世絵　女ねずみ小僧（第三シリーズ）　（1974年、フジテレビ）
- ふりむくな鶴吉（1974-75年、NHK総合）擬闘指導
- 俺たちの勲章（1975年、NTV・東宝）擬闘指導
- 明治の群像 海に火輪を 第1話「大久保利通 〜西南戦争〜」（1976年、NHK総合）島田一郎役で出演
- いろはの"い"（1976年、NTV・東宝）擬闘指導
- 大追跡 (1978年、NTV・東宝）擬闘指導
- 俺たちは天使だ!（1979年、NTV・東宝）擬闘指導のほか、第16話にゲスト出演。
- 蒼き狼 成吉思汗の生涯（1980年、テレビ朝日開局20周年記念作品）
- 土曜ドラマ（NHK）
  - 君はまだ歌っているか（1981年） - 浜野の秘書
- 宮本武蔵（1984年、NHK新大型時代劇）
- SFソードキル (1984年、エンパイア・ピクチャーズ) 時代考証
- 真田太平記（1985年、NHK新大型時代劇）
- 武蔵坊弁慶（1986年、NHK新大型時代劇）
- 嵐が丘（1988年、製作：日本、監督：吉田喜重、出演：松田優作、田中裕子） - 鎌倉室町時代の日本が舞台
- 腕におぼえあり（1992年、金曜時代劇）殺陣指導のほか、第1シリーズ第8回「代稽古」では主人公・青江又八郎を襲う刺客として出演。
- 戦国武士の有給休暇（1994年、NHKBS時代劇）殺陣指導のほか、最終回では明智光秀を刺した百姓として出演。
- 天晴れ夜十郎（1996-97年、NHK総合、金曜時代劇）
- 寺子屋ゆめ指南（1997-98年、NHK総合、金曜時代劇）
- 大友宗麟〜心の大国を求めて（2004年、NHK総合、特別枠の時代劇）

## その他の出演
- ウエポンマスター (エピソード5 日本刀) (2009年1月13日アメリカ放送、ディスカバリーチャンネル)
- ザ☆スター (2010年4月9日・10日、NHK BS)
- 心ゆさぶれ!先輩ROCK YOU 殺陣SP!これを見れば時代劇で上手い下手が一目で分かる!加藤の殺陣に高橋英樹が活!? (2014年9月19日、日本テレビ)

## 著作
- 『殺陣師見参』（壮神社）
- 『殺陣武術指導 林 邦史朗』（体育とスポーツ社、）
- ビデオ・DVD出版 日本刀極意『真剣刀法のすべて』
- ビデオ出版『護身テクニック初・上級編』
- ビデオ出版『実践武器術大全ヌンチャク・トンファー』
- 林邦史朗 芸能生活50周年記念公演『名残〜NAGORI〜』公式パンフレット
- 武術家が考案した身体にやさしい健康体操『林流 足裏呼吸法』（マガジンハウス社）

武劇館プロデュース
- DVD・ビデオ出版『林流・初段〜現代劇編〜』
- DVD・ビデオ出版『林流・初段〜所作編〜』
- DVD・ビデオ出版『林流・初段〜刀法編〜』
- DVD出版『林流〜長物編〜』
- DVD出版『林流〜小物編〜』
- DVD出版『殺陣って何？　〜役を活かす最強の殺陣〜林邦史朗の殺陣〜』

- DVD出版『林流〜真剣刀法のすべて〜 初伝の巻』
- DVD出版『林流〜真剣刀法のすべて〜 中伝の巻』
- DVD出版『林流〜真剣刀法のすべて〜 奥伝の巻』
- DVD出版 林邦史朗芸能生活50周年記念公演『名残〜NAGORI〜』　武劇編
- DVD出版『林邦史朗の殺陣LIVE』（2014年）
- e-learning『女殺陣師・山野亜紀の殺陣講座』（講師として出演）（2015年）
- DVD出版『見ればナットク! 演じて楽しいチャンバラ講座』（2015年）
- 鎧の対戦 戦国時代編『槍の一騎打ち!』『槍と太刀の戦い 槍が勝つ!』『槍と太刀の戦い 太刀が勝つ!』『太刀の一騎討ち!』
- 着物の対戦 江戸時代編『槍の一騎打ち!』『槍と刀の戦い 槍が勝つ!』『槍と刀の戦い 刀が勝つ!』『刀の一騎打ち!』『剣豪編』『やってみよう、無刀取り編』
- 林邦史朗～NHK大河ドラマを支え続けた伝説の殺陣師　著：山野亜紀 (2020年)

## 参考資料
- 読売KODOMO新聞 2009年3月20日号（読売新聞夕刊から抜粋し、子供向けに記事を一部再編集したもの）
- 月刊「秘伝」2020年12月号（本誌から、要点を抜粋）